# Iebe Swers
Iebe Swers (Hasselt, 27 dicembre 1996) è un calciatore belga, difensore del Malines.

## Carriera
Cresciuto nel settore giovanile del Sint-Truiden, debutta in prima squadra il 28 aprile 2013 in occasione dell'incontro di second divisione perso 3-2 contro il Sint-Niklase.

## Palmarès

### Club

#### Competizioni nazionali
- Tweede klasse: 1

Sint-Truiden: 2014-2015